# Dion Bailey
Dion Bailey (Carson, 2 marzo 1992) è un giocatore di football americano statunitense che milita nel ruolo di safety per i Seattle Seahawks della National Football League (NFL).

## Biografia
Al college, Bailey giocò a USC dal 2010 al 2013. Dopo non essere stato scelto nel Draft NFL 2014, firmò con i Seattle Seahawks. Nella sua prima stagione non scese mai in campo, mentre divenne la strong safety titolare della squadra per l'inizio stagione 2015 a causa dello sciopero di Kam Chancellor. Debuttò come professionista nel primo turno contro i St. Louis Rams mettendo a segno 4 tackle.

## Palmarès

### Franchigia
- National Football Conference Championship: 1

Seattle Seahawks: 2014

## Statistiche
| Partite totali      | 2 |
| Partite da titolare | 1 |
| Tackle              | 4 |
| Sack                | 0 |
| Intercetti          | 0 |
| Fumble forzati      | 0 |